# Juba (ciutat)
Juba (en àrab جوبا, Jūbā) és la capital del Sudan del Sud. Està a la riba del Nil Blanc és també la capital de l'estat sudanès d'Equatòria central.

## Població
La població estimada (basant-se a analitzar fotos aèries) per a l'any 2005 és de 163.442 habitants i per al 2006 de 250.000 habitants. Hi va haver un cens al Sudan l'any 2008 però els resultats van ser rebutjats pel govern autònom de Sudan del Sud. Juba és una de les ciutats del món de creixement més ràpid i el seu desenvolupament està basat en el petroli i l'arribada de treballadors xinesos.
Creixement de la població:
| Any              | Població |
| ---------------- | -------- |
| 1973 (cens)      | 56,737   |
| 1983 (cens)      | 83,787   |
| 1993 (cens)      | 114,980  |
| 2005 (estimació) | 163,442  |
| 2008 (estimació) | 250,000  |

## Clima
Clima tropical, l'estació humida va de març a octubre.

## Història
Al segle xix prop de Juba, a Gondokoro, s'hi va establir una estació de correus i una missió. Era el lloc més al sud d'una guarnició militar turca que en gran part van emmalaltir de malària i d'altres febres que eren dominants a la regió. Gondokoro també va ser la base de l'explorador Samuel Baker entre 1863 i 1873.
El 1922, un petit nombre de comerciants grecs s'hi establiren i construïren el districte comercial de la ciutat.
De 1899 a 1956, Juba va ser administrada pels britànics des de la seva colònia d'Egipte i intentaren unir Sudan amb Uganda però desistiren de fer-ho per la Conferència de Juba de 1947.

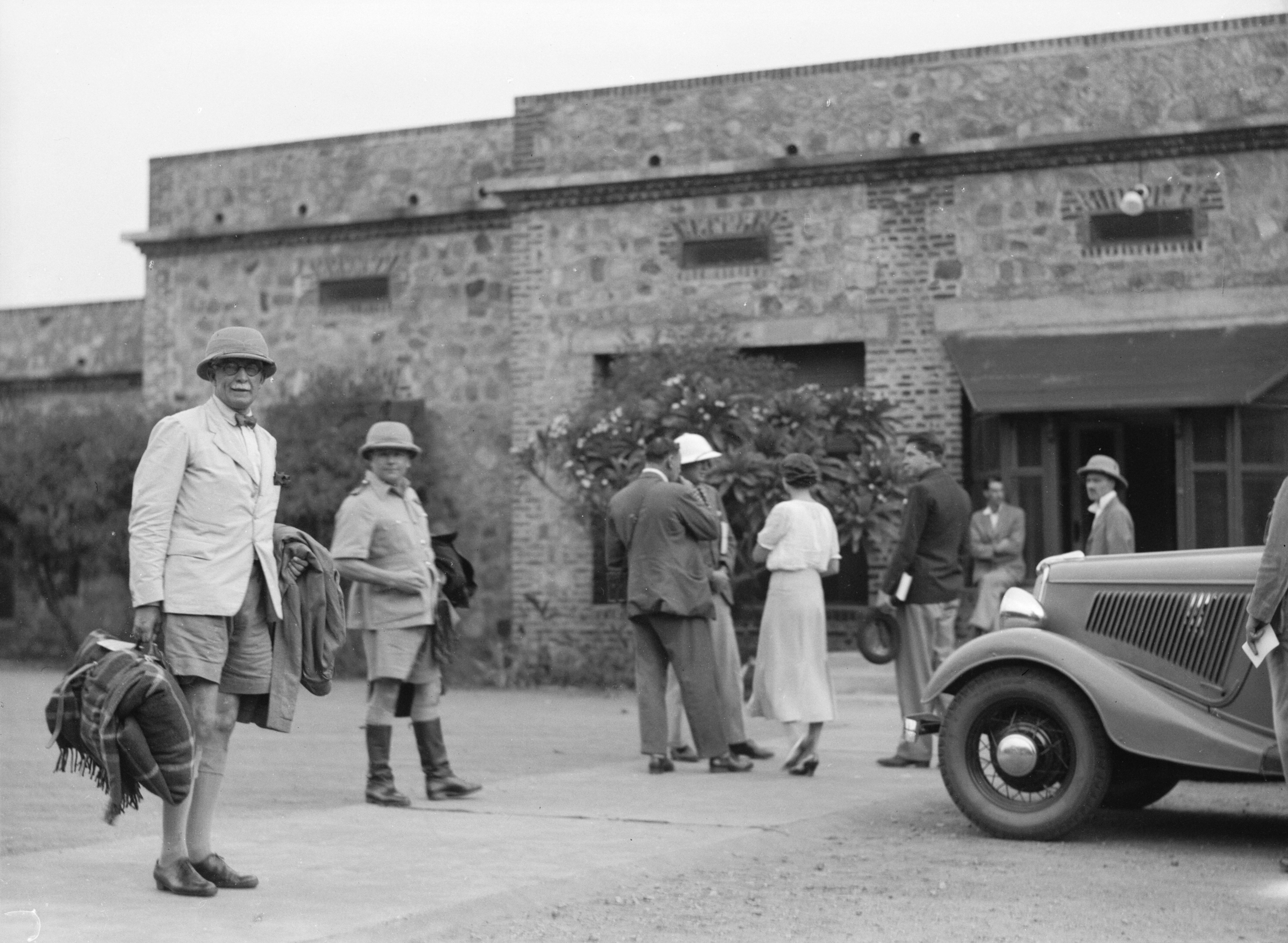
Hotel Juba el 1936.

El 2005, Juba passà a ser capital de la regió semiautònoma de Sudan del Sud, en comptes de la ciutat de Rumbek que s'havia proposat inicialment.
Amb l'arribada de la pau després de la guera civil sudanesa les Nacions Unides incrementaren la seva presència a Juba, i s'hi establí l'oficina OCHA per la coordinació dels afers humanitaris.

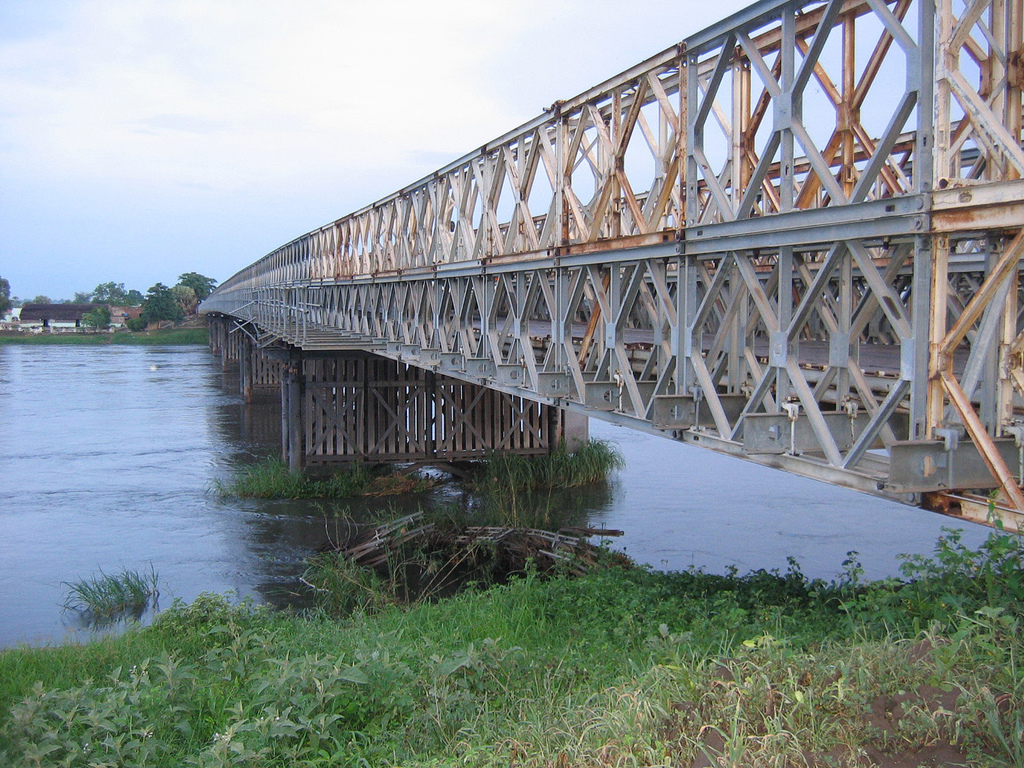
Pont Juba.

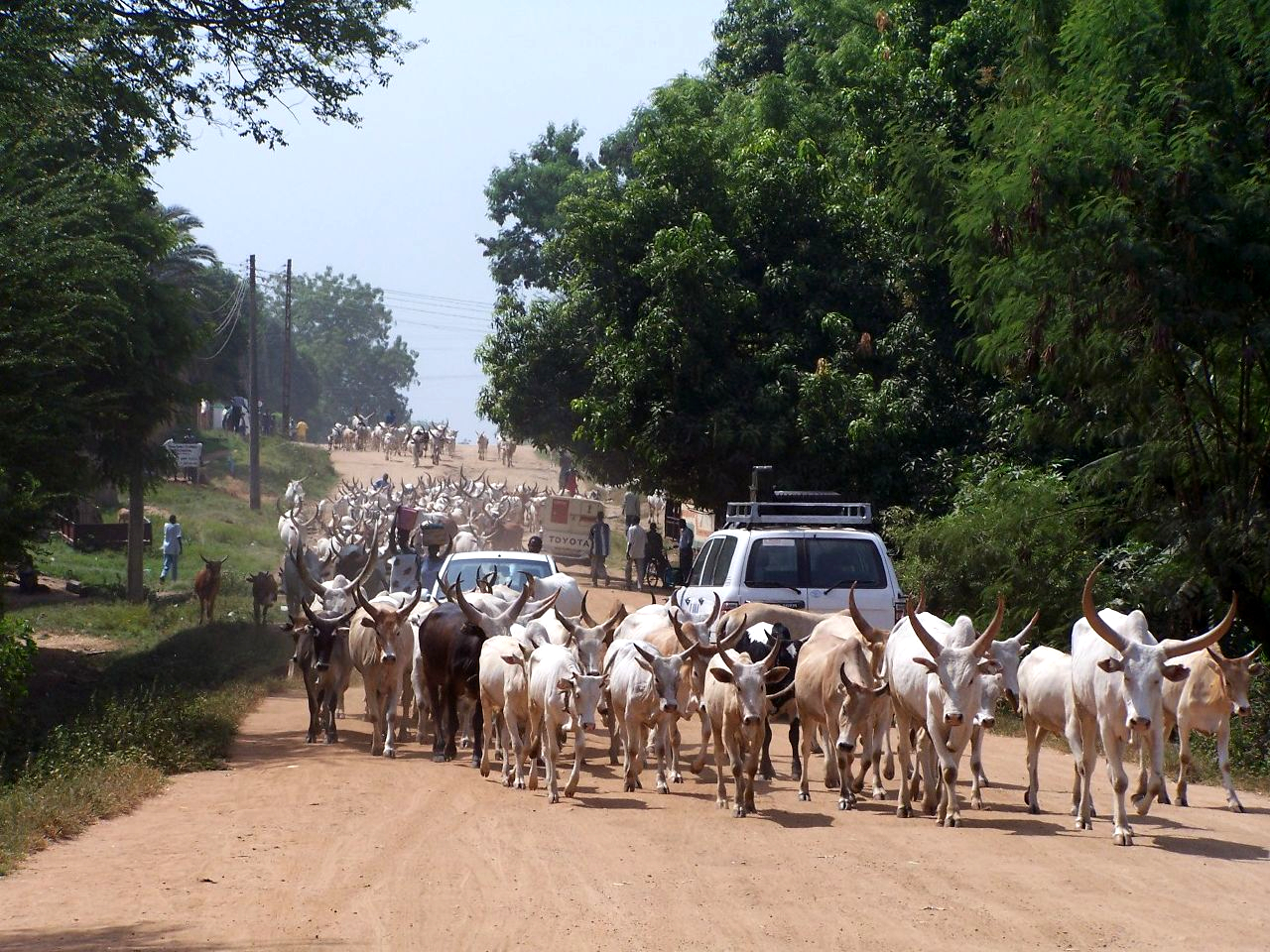
Bovins al carrer, a Juba.

## Infraestructures
Hi ha un port fluvial al Nil; abans de la guerra civil hi havia autopistes que connectaven Juba amb Kenya, Uganda i la República Democràtica del Congo, que van reparar l'ONU i el govern del Sud del Sudan. Té aeroport,(JUB/HSSJ).
Està en obres un ferrocarril en direcció a Gulu, Uganda.

## Negocis
Els tres bancs comercials del Sudan del Sud s'anomenen Buffalo Commercial Bank, Ivory Bank i Nile Commercial Bank, amb seu a Juba. També hi ha sucursals de bancs d'Uganda i Kenya.